# Burgstall Niederheldenstein
Der Burgstall Niederheldenstein ist eine abgegangene Burg südlich von Niederheldenstein in der Gemeinde Heldenstein im Landkreis Mühldorf am Inn in Bayern.

## Geschichte
Etwa um 1050 erscheint erstmals Heldenstein als Heltinstein in Salzburger Urkunden. In einer Urkunde des Klosters Au findet man einen Wemhart de Heltinstein um das Jahr 1140, in dem er als Zeuge auftrat. Wann die Burg niedergelegt wurde, ist nicht bekannt, ebenso wenig seit wann der nahe gelegene Burgstall Heldenstein niedergelegt wurde.
Der Standort ist heute als „verebneter Burgstall des hohen oder späten Mittelalters“ in der Bayerischen Denkmalliste unter der Aktennummer D-1-7740-0053 als Bodendenkmal verzeichnet.

## Einzelnachweis
1. ↑  Denkmalliste für Heldenstein (PDF; 182 kB) beim Bayerischen Landesamt für Denkmalpflege.